# Wajegaon
Wajegaon là một thị trấn thống kê (census town) của quận Nanded thuộc bang Maharashtra, Ấn Độ.

## Nhân khẩu
Theo điều tra dân số năm 2001 của Ấn Độ, Wajegaon có dân số 7668 người. Phái nam chiếm 51% tổng số dân và phái nữ chiếm 49%. Wajegaon có tỷ lệ 51% biết đọc biết viết, thấp hơn tỷ lệ trung bình toàn quốc là 59,5%: tỷ lệ cho phái nam là 61%, và tỷ lệ cho phái nữ là 41%. Tại Wajegaon, 20% dân số nhỏ hơn 6 tuổi.